# Kumulationsprinzip
Das Kumulationsprinzip ist ein Rechtsbegriff aus der strafrechtlichen Konkurrenzlehre. Es besagt, dass bei Begehung mehrerer Taten die einzelnen Strafen addiert (kumuliert) werden (tot poenae quot delicta), was im Einzelfall zu sehr hohen Gesamtstrafen führen kann. Nach dem in Deutschland etablierten Asperationsprinzip darf die Gesamtstrafe dagegen die Summe der Einzelstrafen nicht erreichen.

## Österreich
Das Kumulationsprinzip gilt etwa im österreichischen Verwaltungsstrafrecht.
Hat jemand durch verschiedene selbstständige Taten mehrere Verwaltungsübertretungen begangen oder fällt eine Tat unter mehrere einander nicht ausschließende Strafdrohungen, so sind die Strafen nebeneinander zu verhängen.

## Kanonisches Recht
Außerdem gilt das Kumulationsprinzip im kanonischen Recht. Bei Tatstrafen ist die Geltung ausnahmslos, bei Spruchstrafen gestattet c. 1344 eine nach klugem Ermessen ausgeübte Minderung.